# Blaise Alexandre Desgoffe

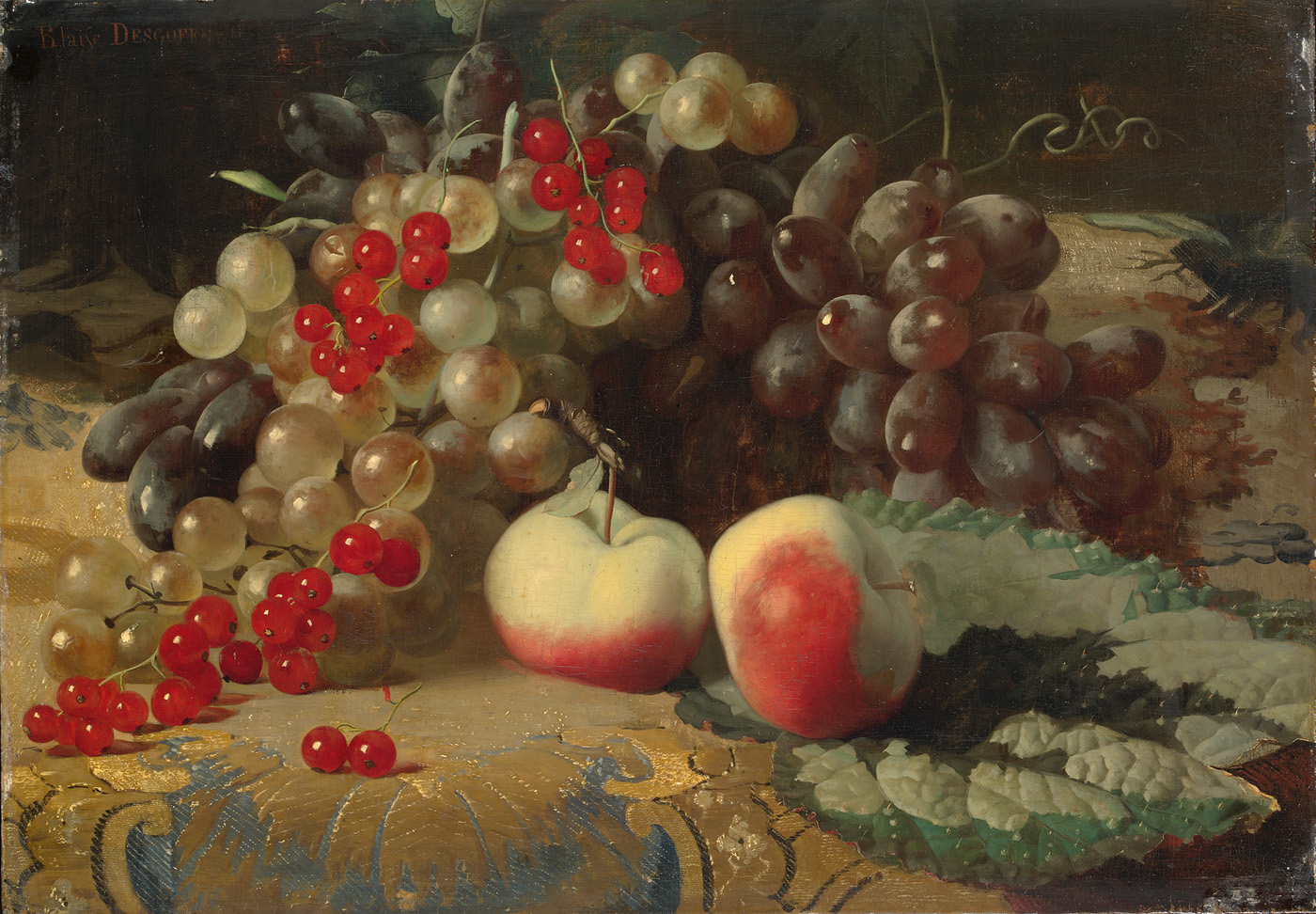
Früchtestillleben

Blaise Alexandre Desgoffe (* 17. Januar 1830 in Paris; † 2. Mai 1901 ebenda) war ein französischer Stillleben-Maler.
Er war der Neffe des Malers Alexandre Desgoffe. Blaise Alexandre Desgoffe studierte ab dem 7. Oktober 1852 an der École des Beaux-Arts de Paris bei Hippolyte Flandrin und später bei William Bouguereau. Nach seiner Ausbildung zum Historienmaler wandte er sich der Stilllebenmalerei zu, in der er eine große Virtuosität entwickelte, die an die der niederländischen Meister des 17. Jahrhunderts erinnert.
Er malte seltene und kostbare antike Kunstgegenstände, insbesondere die Meisterwerke des Mittelalters und der Renaissance, die oft aus den Sammlungen des Louvre geliehen wurden. Ab 1870 malte er auch die Werke des chinesischen, japanischen oder griechischen Kunsthandwerks. Er stellte von 1857 bis 1882 auf dem Salon de  Paris aus und gewann 1861 eine Medaille der dritten Klasse und 1863 eine Medaille der zweiten Klasse. 1878 wurde er mit dem Ritterorden der Ehrenlegion ausgezeichnet.